# Karl Pira
Karl Pira, född den 21 november 1868 i Ytterhogdal, Jämtlands län, död den 11 oktober 1957 i Växjö, var en svensk filosof. Han var far till Gunnar Pira.
Pira blev student vid Uppsala universitet 1886. Han avlade filosofie kandidatexamen vid Uppsala universitet 1889 och filosofie licentiatexamen 1893. Pira disputerade för filosofie doktorsgraden 1895 och promoverades 1896. Han utnämndes till adjunkt i Falun 1901 och till lektor i Östersund 1909 i historia och modersmålet. Därefter var Pira 1916–1933 lektor vid Växjö högre allmänna läroverk.
Pira var anhängare av den filosofiska skola som utgick från Christopher Jacob Boström. Det var den dominerande filosofiska riktningen inom den akademiska filosofin i Sverige då Pira påbörjade sin bana. Emellertid kom denna att anses som föråldrad då Axel Hägerström och Adolph Phalén kom att framstå som portalfigurer för Uppsalafilosofin.
Pira var med och stiftade Boströmsförbundet i augusti 1908.
Pira författade Svensk-danska förhandlingarna 1593-1600 (1895), Satser till kritisk belysning af R. Sohms kyrkorätt (1897), Framställning och kritik af J. St. Mills, Lotzes och Sigwarts läror om begreppsbildningen i logiken (1897), Kantianismen och Boströmianismen (1899), Om grundformerna i den reella logiken (1907), flera bidrag till serien "Smärre skrifter, utgifna af Boströmsförbundet" samt flera andra avhandlingar och uppsatser. 
Bland hans senare böcker märks Kristendom och krig (1916), Grundlinjer till den praktiskt filosofiska religionsläran (1917) och Om filosofins grundproblem (1930).